# Прапор Вовкова (Перемишлянська громада)
Пра́пор Во́вкова — офіційний символ села Вовків, Львівського району Львівської області, затверджений 6 травня 2004 р. рішенням сесії Вовківської сільської ради.
Автор — Андрій Гречило.

## Опис
Квадратне полотнище, від древка до центру вільного краю йде зелений клин, на якому стоїть сірий вовк з червоним язиком, зверху й знизу — жовті трикутні поля.

## Зміст
Вовк і ялинка вживалися на печатках сільської громади ще у ХІХ ст. Символ вовка є номінальним, бо вказує на назву поселення.